# 阿德南沙甸
丕顯斯里丹斯里哈芝阿德南沙甸（1944年1月27日—2017年1月11日），砂拉越政治人物，曾在2014年至2017年間擔任砂拉越首席部長，亦曾任砂拉越土著保守聯合黨（Parti Pesaka Bumiputera Bersatu）主席。

## 生平

### 早年生涯
阿德南沙甸在1944年1月27日出生於日佔北婆羅洲久鎮州（今古晉省），先後在聖約瑟小學和聖約瑟中學完成小學、中學課程。中學畢業後，他曾在《砂拉越先驅報》（Sarawak Tribune）任職記者，之後前赴澳洲阿德萊德大學修讀法律。畢業後，阿德南曾先後於1971年至1972年期間在阿德萊德和位於古晉的婆羅洲高等法庭（今沙巴及砂拉越高等法庭）擔任法官，其後在1972年至1974年間擔任馬來西亞工業部助理秘書。

### 政治生涯
阿德南在1976年投身政壇，獲砂拉越土著保守聯合黨委任為法律顧問。1979年，阿德南參加砂拉越州議會摩拉端州議席（Muara Tuang）補選，結果以2,797张多數票擊敗砂拉越土著人民黨（Barisan Anak Jati Sarawak）的對手拉沙里沙邦（Razali Sabang）當選。他在1985年首次進入砂拉越內閣，擔任土地發展部助理部長，兩年後獲升任為部長。2004年，阿德南參選馬來西亞國會下议院峇丹沙隆國會議席（Batang Sadong），並以9,371票多數票擊敗回教黨候選人阿當阿希（Adam Ahid），其後獲首相阿都拉·巴達威任命為天然資源與環境部長，至2006年2月14日辭職。
2006年砂拉越州選舉中，阿德南改為參選丹絨拿督州議席（Tanjung Datu），以4136票多數票勝出。2010年，他獲任命為砂拉越首長署特別顧問，並在2011年擔任砂拉越特別事務部長。

### 首席部長
2014年2月28日，阿德南接替泰益瑪目，在阿斯塔納皇宮（Astana）宣誓就任砂拉越首席部長，並在翌日就任砂拉越財政部長和砂拉越資源策劃及環境部長。同年，阿德南在砂拉越州元首官方壽辰日獲頒授「拿督巴丁宜」（Datuk Patinggi）頭銜。在2016年砂拉越州選舉中，阿德南帶領的砂拉越國陣取得州議會82席中的72席，佔全體議席的九成。
阿德南擔任砂拉越首席部長期間，曾要求聯邦政府加強砂拉越的自主權，並成功從聯邦政府手上取得13項行政權力。他曾要求擴大砂拉越取得的石油開採稅比例，亦不同意聯邦政府拒絕承認獨中統一考試文憑的舉措。

### 逝世
阿德南因心臟病發，於2017年1月11日在三馬拉漢縣砂拉越心臟中心（Pusat Jantung Sarawak）逝世，享年72歲。阿德南的葬禮在翌日進行，其遺體安葬在古晉三馬連回教墓園（Tanah Perkuburan Islam Semariang）。

## 個人生活
阿德南曾經擁有兩段婚姻，與第一任妻子育有兩名子女。他在1970年代末參與砂拉越自衛團活動時認識其第二任妻子，時任自衛團詩巫辦事處書記的查米拉（Jamilah Anu）。兩人在1980年2月結婚，並育有五名子女。